# Vernee Watson-Johnson
Vernee Christell Watson-Johnson (North-Trenton, New Jersey, 14 januari 1954) is een Amerikaans actrice, die onder meer de moeder van Will Smith speelde in The Fresh Prince of Bel-Air. Vernee is echter al actief op het witte doek en op tv sinds 1970.
Ook speelt ze meer in commercials en in het theater.
In mei 2005 getuigde ze voor Michael Jackson in zijn roemruchte rechtszaak, waarin hij onder anderen beschuldigd werd van het aanranden van kinderen.

## Filmografie
- Cotton Comes to Harlem (1970) – vrouw
- The Corner Bar (televisieserie) – rol onbekend (afl. "Cook's Night Out", 1972)
- Trick Baby (1973) – Cleo Howard
- That's My Mama (televisieserie) – Thelma (afl. "That's Earl, Brother", 1975)
- Welcome Back, Kotter (televisieserie) – Vernajean Williams (11 afl., 1975–1976)
- Norman...Is That You? (1976) – Melody
- The Boy in the Plastic Bubble (televisiefilm, 1976) – Gwen
- Good Times (televisieserie) – Valerie (afl. "Thelma's African Romance: Part 1", 1977)
- What's Happening!! (televisieserie) – Judy Crane (afl. "Nice Guys Finish Last", 1977)
- Captain Caveman and the Teen Angels (televisieserie) – Dee Dee Sykes (voice-over, 1977)
- Carter Country (televisieserie) – Lucille Banks (afl. onbekend, 1977–1979)
- Scooby's All Star Laff-A-Lympics (televisieserie) – Dee Dee Sykes (voice-over, 1977–1979)
- The Love Boat (televisieserie) – verschillende rollen (4 afl., 1978–1984)
- Death Drug (1978) – rol onbekend
- Fantasy Island (televisieserie) – verschillende rollen (3 afl., 1979–1981)
- Love's Savage Fury (televisiefilm, 1979) – Jewel
- Vega$ (televisieserie) – verschillende rollen (2 afl., 1979/1980)
- Eight Is Enough (televisieserie) – Jackie Calhoun (afl. "Welcome to Memorial Dr. Bradford", 1980)
- All Night Long (1981) – Emily
- The Violation of Sarah McDavid (televisiefilm, 1981) – Kip Leslie
- The Jeffersons (televisieserie) – Carol (afl. "I've Still Got It", 1981)
- Working (televisiefilm, 1982) – secretaresse
- Punky Brewster (televisieserie) – receptioniste (afl. "Visit to the Doctor/Go to Sleep", 1984)
- Benson (televisieserie) – Benson's zus (afl. "Taking It to Max" en "The Reunion", 1984)
- Hill Street Blues (televisieserie) – Ruby Brown (afl. "Passage to Libya", 1985)
- Foley Square (televisieserie) – Denise Willums (afl. onbekend, 1985–1986)
- The All-New Scooby and Scrappy-Doo Show (televisieserie) – rol onbekend (voice-over, 1986–1987)
- G.I. Joe: The Movie (video, 1987) – wetenschapper (voice-over)
- Mr. Belvedere (televisieserie) – rol onbekend (afl. "The Trip: Part 2", 1988)
- A Different World (televisieserie) – Carla Meyers (afl. "My Dinner with Theo", 1988)
- A Pup Named Scooby-Doo (televisieserie) – additionele stemmen (afl. onbekend, voice-over, 1988–1991)
- tv 101 (televisieserie) – Mrs. Hiekkila (afl. "First Love: Part 1", 1989)
- Murphy Brown (televisieserie) – secretaresse #17 (afl. "My Dinner with Einstein", 1989)
- Married... with Children (televisieserie) – Renee (afl. "He Ain't Much, But He's Mine", 1989)
- Over My Dead Body (televisieserie) – Doris (afl. "Pilot" en "A Passing Inspection", 1990)
- L.A. Law (televisieserie) – Wilma Russ (afl. "Armand's Hammer", 1990)
- The Fresh Prince of Bel-Air (televisieserie) – Viola 'Vy' Smith (14 afl., 1990–1995)
- Showdown in Little Tokyo (1991) – Nonnie Russell - Coroner
- Baby Talk (televisieserie) – Danielle Craig (afl. onbekend, 1991–1992)
- Diagnosis Murder (televisiefilm, 1992) – Esther Wiggins
- Empty Nest (televisieserie) – Jill (afl. "Sayonara", 1992)
- The House on Sycamore Street (televisiefilm, 1992) – Esther Wiggins
- Caged Fear (1992) – Y-Vonne
- Batman (televisieserie) – verschillende rollen (2 afl., 1993, voice-over)
- Animaniacs (televisieserie) – additionele stemmen (afl. onbekend, voice-over, 1993–1998)
- Roc (televisieserie) – Angela (afl. "Labor Intensive", 1993)
- Batman: Mask of the Phantasm (1993) – additionele stemmen (voice-over)
- Grace Under Fire (televisieserie) – Vicki Hudson (afl. "Grace Under Oath", 1993, "Simply Grace", 1994)
- Angie (1994) – ICU Desk Nurse
- Me and the Boys (televisieserie) – rol onbekend (afl. "Your Cheatin' Heart", 1994)
- What About Your Friends (televisiefilm, 1995) – rol onbekend
- Party of Five (televisieserie) – Officer Windlan (afl. "All-Nighters", 1995)
- Superman: The Last Son of Krypton (televisiefilm, 1996) – rol onbekend (voice-over)
- Profiler (televisieserie) – verschillende rollen (2 afl., 1996/2000)
- Sister, Sister (televisieserie) – Patrice (5 afl., 1996/1997)
- Suddenly Susan (televisieserie) – Karen (afl. "It's a Mad, Mad, Mad, Maddy World", 1997)
- Superman (televisieserie) – Female Neighbor (afl. "Heavy Metal", 1997)
- The Steve Harvey Show (televisieserie) – Dr. Glenda Burke (afl. "Every Boy Needs a Teacher", 1998)
- Martial Law (televisieserie) – Lynn Davis (afl. "How Sammo Got His Groove Back", 1998)
- JAG (televisieserie) – verschillende rollen (2 afl., 1999/2004)
- Batman Beyond (televisieserie) – Lorraine Tate (afl. "Spellbound", 1999, "Armory", 2000)
- The Young and the Restless (televisieserie) – Birdie (afl. onbekend, 1999)
- Chicken Soup for the Soul (televisieserie) – Mrs. Nelson (afl. "A Pearl of Great Value", 2000)
- The Kid (2000) – Newsstand Cashier
- Batman Beyond: Return of the Joker (video, 2000) – Ms. Joyce Carr (voice-over)
- Dharma & Greg (televisieserie) – Ms. Vialla (afl. "Let's Get Fiscal", 2001)
- Any Day Now (televisieserie) – rol onbekend (afl. "It's Not Just a Word: Part 1 & 2", 2001)
- No Turning Back (2001) – Detective Bryan
- The District (televisieserie) – Mrs. Lenora Simms (afl. "Lost and Found", 2001)
- That's Life (televisieserie) – rechter (afl. "Something Battered, Something Blue", 2001)
- ER (televisieserie) – April Wilson (afl. "Start All Over Again" en "Supplies and Demands", 2001)
- NYPD Blue (televisieserie) – Loretta Murray (afl. "Mom's Away", 2001)
- Static Shock (televisieserie) – Mrs. Watkins (afl. "Tantrum", 2001, "Consequences", 2003, voice-over)
- Baby of the Family (2002) – Sarah's moeder
- The Guardian (televisieserie, 2001) – Ella Kurtz (afl. "Causality", 2002)
- The X Files (televisieserie) – Nurse Whitney Edwards (afl. "Audrey Pauley", 2002)
- Home Room (2002) – Duty Nurse
- Antwone Fisher (2002) – Aunt Annette
- Presidio Med (televisieserie) – Mrs. Redmond (afl. "This Baby's Gonna Fly", 2002)
- MDs (televisieserie) – ER Admit Clerk #1 (afl. "Time of Death", 2002)
- Hidden Hills (televisieserie) – Zack's moeder (afl. "The Concert", 2003)
- Judging Amy (televisieserie) – Lorraine Edwards (afl. "Wild Card", 2003)
- Malcolm in the Middle (televisieserie) – Gloria (afl. "Future Malcolm", 2003)
- The West Wing (televisieserie) – Nurse (afl. "Twenty Five", 2003)
- The Lyon's Den (televisieserie) – Judge Julie Willard (afl. "Duty to Serve", 2003)
- True Crime: Streets of LA (videogame, 2003) – dispatcher (voice-over)
- Two and a Half Men (televisieserie) – Nurse (afl. "Ate the Hamburgers, Wearing the Hats", 2004)
- Soul Food (televisieserie) – Cassandra DeLeon (afl. "Two to Tango", 2004)
- Jack & Bobby (televisieserie) – Vera Vaughn (afl. "Better Days", 2004)
- Grant Theft Auto: San Andreas (videogame, 2004) – voetganger (voice-over)
- Christmas with the Kranks (2004) – Dox
- CSI: Crime Scene Investigation (televisieserie) – manager (afl. "Snakes", 2005)
- Eve (televisieserie) – rol onbekend (afl. "Kung Fu Divas", 2005)
- The Celestine Prophecy (2006) – Principal
- Garfield: A Tail of Two Kitties (2006) – toerist #2
- The Ant Bully (2006) – Head Nurse (voice-over)
- Ant Bully (videogame, 2006) – Head Nurse (voice-over: Engelse versie)
- Studio 60 on the Sunset Strip (televisieserie) – Zelda (afl. "Pilot", 2006)
- Desperate Housewives (televisieserie) – ER Dokter (afl. "Listen to the Rain on the Roof", 2006)
- Ghost Whisperer (televisieserie) – Traci Cotter (afl. "Giving Up the Ghost", 2006)